# Primer Ministre d'Aruba
El Primer Ministre d'Aruba és el cap de govern d'Aruba, nació constituent del Regne dels Països Baixos. Juntament amb el Consell de Ministres d'Aruba forma part del poder executiu del govern d'Aruba.
| Fitxer | Nom                         | Període de govern                         | Partit polític                     |
| ------ | --------------------------- | ----------------------------------------- | ---------------------------------- |
|        | Henny Eman primer mandat    | 1 de gener de 1986 9 de febrer de 1989    | Partit del Poble d'Aruba (AVP)     |
|        | Nelson Oduber primer mandat | 9 de febrer de 1989 29 de juliol de 1994  | Moviment Electoral del Poble (MEP) |
|        | Henny Eman segon mandat     | 29 de juliol de 1994 30 d'octubre de 2001 | Partit del Poble d'Aruba (AVP)     |
|        | Nelson Oduber segon mandat  | 30 d'octubre de 2001 30 d'octubre de 2009 | Moviment Electoral del Poble (MEP) |
|        | Mike Eman                   | 30 d'octubre de 2009 actualitat           | Partit del Poble d'Aruba (AVP)     |